# Trachea polychroa
Trachea polychroa är en fjärilsart som beskrevs av George Francis Hampson 1908. Trachea polychroa ingår i släktet Trachea och familjen nattflyn. Inga underarter finns listade i Catalogue of Life.